# Roman Pyłypczuk
Roman Mychajłowycz Pyłypczuk, ukr. Роман Михайлович Пилипчук, ros. Роман Михайлович Пилипчук, Roman Michajłowicz Pilipczuk (ur. 27 kwietnia 1967 w Śnieżnym, w obwodzie donieckim) – ukraiński piłkarz, grający na pozycji napastnika lub pomocnika, trener piłkarski.

## Kariera piłkarska

### Kariera klubowa
W 1989 rozpoczął karierę piłkarską w Tiekstilszcziku Iwanowo, skąd w następnym roku przeszedł do Dinamo Moskwa. W 1991 występował w Spartaku Władykaukaz. Po rozpadzie ZSRR wyjechał do Izraela, gdzie przez 9 lat bronił barw klubów Maccabi Herclijja, Maccabi Netanja i Maccabi Petach Tikwa. W 2000 powrócił do Ukrainy i został piłkarzem klubu Metałurh Donieck, w którym w 2003 zakończył karierę piłkarską.

## Kariera trenerska
Po zakończeniu kariery zawodniczej pomagał trenerowi w klubach Zoria Ługańsk i Szynnik Jarosławl. Na początku 2009 został zaproszony na stanowisko głównego trenera Dacii Kiszyniów. W 2010 pomagał trenować rosyjską Baltikę Kaliningrad, a w 2011 Dinamo Moskwa. 8 września 2012 objął stanowisko głównego trenera Olimpika Donieck. 17 kwietnia po nieudanym rozpoczęciu rundy wiosennej został zwolniony z zajmowanego stanowiska. 10 czerwca 2014 roku stał na czele FK Spartaks Jurmała. Od lipca 2015 do 21 czerwca 2016 prowadził młodzieżową reprezentację Tadżykistanu. Potem pomagał trenować rosyjskie kluby Spartak Moskwa i Achmat Grozny. 2 lutego 2019 został zaproszony na stanowisko głównego trenera Dynamy Mińsk. 1 czerwca 2019 za obopólną zgodą kontrakt został rozwiązany.

## Sukcesy i odznaczenia

### Sukcesy klubowe
- brązowy medalista Mistrzostw ZSRR: 1990
- brązowy medalista Mistrzostw Ukrainy: 2002, 2003

### Sukcesy trenerskie
- wicemistrz Mołdawii: 2009
- finalista Pucharu Mołdawii: 2009

### Odznaczenia
- tytuł Mistrza Sportu ZSRR: 1990